# Pancheria calophylla
Pancheria calophylla är en tvåhjärtbladig växtart som beskrevs av André Guillaumin. Pancheria calophylla ingår i släktet Pancheria och familjen Cunoniaceae. Inga underarter finns listade i Catalogue of Life.